# Naka-ku (Hamamatsu)
Naka-ku (中区?) era uno dei sette quartieri amministrativi della città di Hamamatsu, in Giappone: il 1º gennaio 2024 è stato unito insieme ad altri per formare il nuovo quartiere Chūō-ku.